# Carol Higgins Clark
Carol Higgins Clark (ur. 28 lipca 1956 w Nowym Jorku, zm. 12 czerwca 2023 w Los Angeles) – amerykańska pisarka powieści kryminalnych, córka Mary Higgins Clark.

## Zarys biografii
Ukończyła Mount Holyoke College w 1978, po czym rozpoczęła studia aktorskie w Beverly Hills Playhouse. Jest autorką powieści kryminalnych, których bohaterką jest z Regan Reilly. Wystąpiła również w kilku filmach. Pojawiła się także w jednym z odcinków amerykańskiego teleturnieju „To Tell The Truth”.
11 października 2006 w apartamentowiec „The Belaire”, w którym ma mieszkanie, uderzyła awionetka (Cirrus SR-20), pilotowana przez miotacza New York Yankees Cory'ego Lidle'a. Apartament Clark, mieszczący się na 38 piętrze budynku, znajdował się zaledwie jedną kondygnację powyżej miejsca uderzenia. Na szczęście pisarka nie ucierpiała w wypadku.

## Twórczość
- Decked (1992)
- Snagged (1993)
- Iced (1995)
- Twanged (1998)
- Fleeced (2001) – wyd. pol. Brylantowy legat, Prószyński i S-ka 2003, tłum. Alina Siewior-Kuś
- Jinxed (2002)
- Popped (2003)
- Burned (2005)
- Hitched (2006)
- Laced (2007)
- Zapped (2008)
- Cursed (2009)
- Wrecked (2010)
- Mobbed (2011)
- Gypped (2012)

### Z Mary Higgins Clark
- Deck the Halls (2000) – wyd. pol. Przybierz dom swój ostrokrzewem, Prószyński i S-ka 2002, tłum. Zofia Dąbrowska
- He Sees You When You're Sleeping (2001) – wyd. pol. Bądź mi zawsze ku pomocy, Prószyński i S-ka 2004, tłum. Maciej Antosiewicz
- Christmas Thief (2004) – wyd. pol. Gwiazdkowy złodziej, Prószyński i S-ka 2005, tłum. Teresa Komłosz
- Santa Cruise • A Holiday Mystery at Sea (2006) – wyd. pol. Świąteczny rejs, Prószyński i S-ka 2007, tłum. Magdalena Rychlik
- Dashing Through the Snow (2009) – wyd. pol. Festiwal Radości, Prószyński i S-ka 2009, tłum. Teresa Komłosz

## Filmografia
- Where Are the Children? (1986) jako reporterka telewizyjna
- Fatal Charm (1990) jako dziennikarka prasowa
- A Cry in the Night (1992) jako Jenny
- While My Pretty One Sleeps (1997) jako Ruth Lambston
- The Cradle Will Fall (2004) jako Molly